# ريجنالد أوين
ريجنالد أوين (بالإنجليزية: Reginald Owen)‏ (و. 1887 – 1972 م) هو ممثل، وكاتب سيناريو، من المملكة المتحدة، ولد في هيرتفوردشير، توفي في بويسي، أيداهو، عن عمر يناهز 85 عاماً بسبب نوبة قلبية.

## التعليم
تعلم في الأكاديمية الملكية للفنون المسرحية، في تخصص تمثيل.

## وصلات خارجية
- ريجنالد أوين على موقع IMDb (الإنجليزية)
- ريجنالد أوين على موقع ألو سيني (الفرنسية)
- ريجنالد أوين على موقع تيرنر كلاسيك موفيز (الإنجليزية)
- ريجنالد أوين على موقع أول موفي (الإنجليزية)
- ريجنالد أوين على موقع قاعدة بيانات برودواي على الإنترنت (الإنجليزية)
- ريجنالد أوين على موقع قاعدة بيانات الأفلام السويدية (السويدية)
- ريجنالد أوين على موقع إن إن دي بي (الإنجليزية)
- ريجنالد أوين على موقع قاعدة بيانات الفيلم (الإنجليزية)
- ريجنالد أوين على موقع كينوبويسك (الروسية)